# 白樺高原国際スキー場
白樺高原国際スキー場（しらかばこうげんこくさいスキーじょう）は、長野県北佐久郡立科町にあるスキー場である。蓼科山の北西側に位置する。人工降雪設備を有し、天候に左右されないゲレンデ整備が可能となっている。白樺2in1スキー場とリフト券が共通である。

## 概要
ナイター営業は実施しておらず、スノーボードは全面滑走禁止となっていたが2022-23シーズンより滑走可となった。池の平ホテルグループが運営する「白樺高原ホテル」が隣接する。

### ゲレンデ

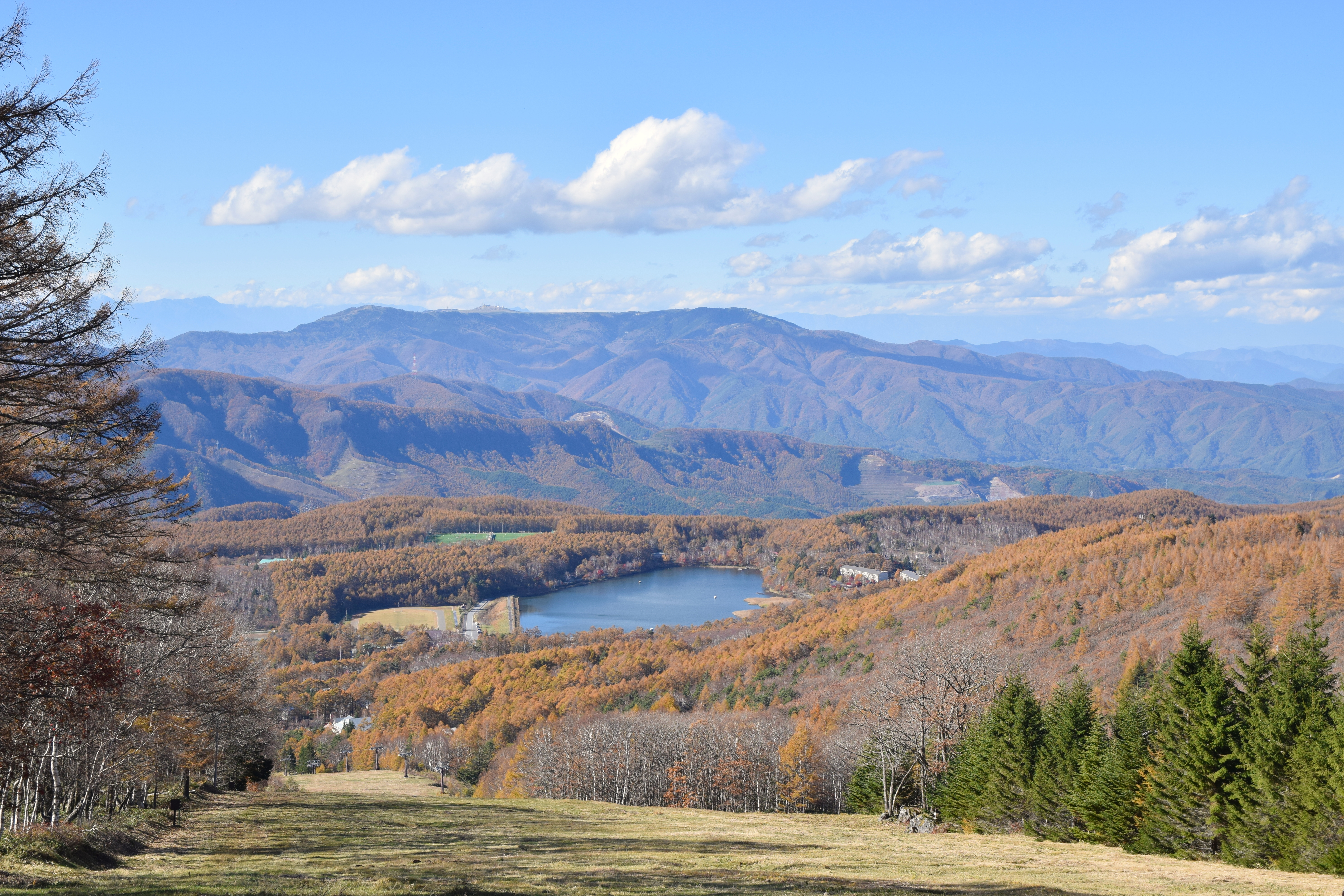
10月のゲレンデを最上部より
中央に女神湖、奥に美ヶ原

当スキー場のコース詳細は、右側の表を参照されたい。これらのコース以外にも各連絡通路や上級コースの迂回路である林間コースを有する。尚、クロカン&チャレンジコースの最初500mは上り斜面となっており、索道が整備されていない為自らの足で登らなくてはならない。又、大部分は一般道（冬期通行止）となっており、舗装面が露出する等した場合は滑走不可となる場合もある。

蓼科ふれあい牧場を開放したコースということもあり、コース幅は広い。またコブができるような急斜面は少なく、初級者でも山頂からすべり降りることが可能となる。
| コース名称                | 難易度 | 全長   | 最大斜度 | 平均斜度 |
| ------------------------- | ------ | ------ | -------- | -------- |
| ラビットコース            | 初級   | 500m   | 12°      | 9°       |
| ホルスタインコース        | 初級   | 300m   | 10°      | 9°       |
| クロカン&チャレンジコース | 初級   | 5,000m | 15°      | 10°      |
| メインコース              | 中級   | 1,300m | 26°      | 16°      |
| ホワイトホースコース      | 上級   | 800m   | 28°      | 20°      |
| サラブレッドコース        | 上級   | 1,300m | 30°      | 20°      |

### 索道
3本のリフトと1本のゴンドラが設置されている。詳細は以下の通り。
- シャトルビーナス（ゴンドラ）：定員6名、全長1,260m
- 第1クワッドリフト：定員4名、全長680m
- 第2ペアリフト：定員2名、全長689m
- 第3ペアリフト：定員2名、全長267m（2011年～2012年シーズンより停止）

## アクセス
鉄道
北陸新幹線佐久平駅より蓼科牧場まで、バス（千曲バス中仙道線立科町役場前でたてしなスマイル交通シラカバ線に乗り継ぎ）で約90分。
中央本線茅野駅より蓼科牧場まで、バス（アルピコ交通白樺湖線東白樺湖でたてしなスマイル交通シラカバ線に乗り継ぎ）で約90分
道路
中央自動車道諏訪ICより、国道152号線を経由して白樺湖方面へ約29km。車で約1時間。